# Pérdida de agua transepidérmica

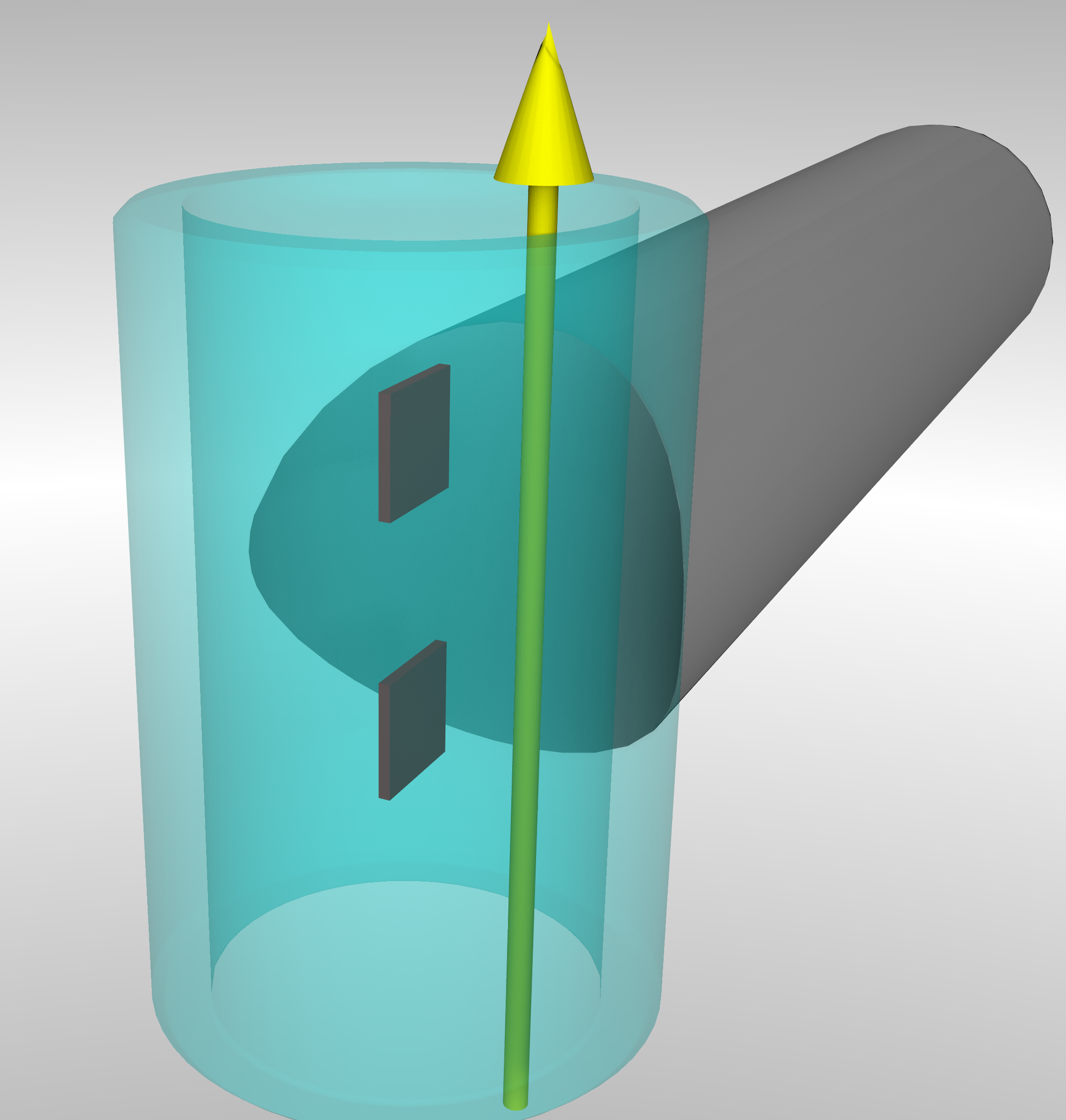
Principio de un instrumento que mide la pérdida de agua transepidérmica. El vapor de agua se difunde a través del cilindro que se muestra transparente. La flecha amarilla simboliza la dirección de difusión. Los dos elementos cuadrados de color rojo oscuro son dos pares de sensores, cada uno de los cuales mide la temperatura y la humedad relativa.

La pérdida de agua transepidérmica (TEWL o TWL, Transepidermal water loss) es la pérdida de agua que pasa desde el interior de un cuerpo (animal o vegetal) a través de la epidermis (es decir, la capa epidérmica de la piel animal o la capa epidérmica de las plantas) a la atmósfera circundante a través de procesos de difusión y evaporación. La TEWL en los mamíferos también se conoce como pérdida insensible de agua (IWL), ya que es un proceso sobre el cual los organismos tienen poco control fisiológico y del cual generalmente no son conscientes. La pérdida insensible de agua corporal puede amenazar el equilibrio de líquidos; en los seres humanos, la deshidratación sustancial a veces ocurre antes de que una persona se dé cuenta de lo que está sucediendo.
Las mediciones de TEWL pueden ser útiles para identificar daños en la piel causados por ciertas sustancias químicas, agresiones físicas (como "desprendimiento de cinta adhesiva") o condiciones patológicas como el eccema, ya que las tasas de TEWL aumentan en proporción al nivel de daño. Sin embargo, TEWL también se ve afectado por factores ambientales como la humedad, la temperatura, la época del año (variación estacional) y el contenido de humedad de la piel (nivel de hidratación). Por lo tanto, se debe tener cuidado al interpretar el significado de las tasas TEWL.

## Trascendencia

### Salud humana
Desde un punto de vista clínico, las mediciones de TEWL son de gran importancia para evaluar la funcionalidad de la barrera cutánea. A menudo, tasas normales de TEWL – desde 2.3 g/(m2 h) a 44 g/(m2 h) – están comprometidos debido a lesiones, infecciones y/o daños severos, como en el caso de quemaduras que causan tasas superiores a 50 o incluso superiores a 100 g/m2 / h. El daño al estrato córneo y las capas superficiales de la piel no solo da como resultado una vulnerabilidad física, sino que también da como resultado una tasa excesiva de pérdida de agua. Por lo tanto, la deshidratación, la acidosis metabólica y afecciones como la anhidremia o la concentración de la sangre suelen ser cuestiones críticas que los proveedores de atención médica deben considerar en el tratamiento de pacientes quemados.
La TEWL es de gran preocupación en la salud pública, considerando la tasa relativamente alta de incidencia de quemaduras entre las comunidades en el mundo en desarrollo debido a las cocinas de mala calidad. Los recursos para el cuidado de quemaduras en las clínicas locales suelen ser escasos y, dependiendo del área de superficie afectada, la TEWL es un problema importante que puede pasarse por alto. Además, TEWL también se ve afectado por variaciones en la actividad, la temperatura y el metabolismo de las glándulas sudoríparas. Por lo tanto, la pérdida transepidérmica de agua se convierte en un factor significativo en la deshidratación asociada con varias enfermedades importantes.

### Botánica y ciencias de la tierra
La cantidad de agua que los árboles y otras plantas mueven del suelo a la atmósfera con TEWL es de interés para la botánica y las ciencias de la tierra, ya que la transpiración de las plantas es un componente sustancial del ciclo del agua en la Tierra.

## Variación de siglas
Las búsquedas en corpus web muestran que el acrónimo TEWL es aproximadamente 40 veces más común que TWL en referencia a la pérdida de agua transepidérmica. Una gran ventaja de TEWL es que tiene una mayor especificidad para ese sentido que TWL, que tiene más sentidos alternativos, incluidos, lo que es más importante, otros dos sentidos que tienen que ver con la evaporación del agua corporal: límite de trabajo térmico (TWL), que es la tasa metabólica sostenible más alta que las personas bien hidratadas y aclimatadas pueden mantener en un ambiente térmico específico, y la pérdida total de agua (TWL), que en su sentido fisiológico es un superconjunto de la pérdida transepidérmica de agua, porque también incluye pérdidas respiratorias y urinarias . El uso del acrónimo TEWL para la pérdida de agua transepidérmica evita esta ambigüedad. Al igual que con muchos otros acrónimos en biología y medicina (por ejemplo, polimorfonuclear [PMN], carcinoma bronquioloalveolar [BAC], dolutegravir [DTG]), no existe ninguna ley que impida que las letras del acrónimo representen formas combinadas (trans- + epidérmico) u otras sílabas independientemente de los límites de las palabras.
Para ciertas regiones de la epidermis humana, los acrónimos específicos de TEWL son comunes. La pérdida de agua a través de las uñas de los dedos de las manos y de los pies se denomina pérdida de agua transoniquial, abreviada como TOWL.